# Лазаро Рейносо
Лазаро Рейносо Мартінес (ісп. Lázaro Reinoso Martínez; нар. 9 грудня 1969) — кубинський борець вільного стилю, срібний призер чемпіонату світу, срібний та бронзовий призер Панамериканських чемпіонатів, бронзовий призер Панамериканських ігор, бронзовий призер Кубку світу, чемпіон Центральної Америки, чемпіон Центральноамериканських і Карибських ігор, бронзовий призер Олімпійських ігор.

## Життєпис
Боротьбою почав займатися з 1974 року. У 1987 році став чемпіоном світу серед молоді.
Тренер — Умберто Перес.

## Спортивні результати на міжнародних змаганнях

### Виступи на Олімпіадах
| Змагання                    | Збірна | Вагова категорія          | Місце  |
| --------------------------- | ------ | ------------------------- | ------ |
| Літні Олімпійські ігри 1992 | Куба   | вільна боротьба, до 62 кг | Бронза |

### Виступи на Чемпіонатах світу
| Змагання                        | Збірна | Вагова категорія          | Місце  |
| ------------------------------- | ------ | ------------------------- | ------ |
| Чемпіонат світу з боротьби 1991 | Куба   | вільна боротьба, до 62 кг | 9      |
| Чемпіонат світу з боротьби 1993 | Куба   | вільна боротьба, до 62 кг | Срібло |

### Виступи на Панамериканських чемпіонатах
| Змагання                                   | Збірна | Вагова категорія          | Місце  |
| ------------------------------------------ | ------ | ------------------------- | ------ |
| Панамериканський чемпіонат з боротьби 1990 | Куба   | вільна боротьба, до 62 кг | Срібло |
| Панамериканський чемпіонат з боротьби 1991 | Куба   | вільна боротьба, до 62 кг | Бронза |
| Панамериканський чемпіонат з боротьби 1992 | Куба   | вільна боротьба, до 62 кг | 4      |

### Виступи на Панамериканських іграх
| Змагання                  | Збірна | Вагова категорія          | Місце  |
| ------------------------- | ------ | ------------------------- | ------ |
| Панамериканські ігри 1991 | Куба   | вільна боротьба, до 62 кг | Бронза |

### Виступи на Кубках світу
| Змагання                    | Збірна | Вагова категорія          | Місце  |
| --------------------------- | ------ | ------------------------- | ------ |
| Кубок світу з боротьби 1990 | Куба   | вільна боротьба, до 62 кг | 4      |
| Кубок світу з боротьби 1993 | Куба   | вільна боротьба, до 62 кг | Бронза |

### Виступи на Центральної Америки
| Змагання                                      | Збірна | Вагова категорія          | Місце  |
| --------------------------------------------- | ------ | ------------------------- | ------ |
| Чемпіонат Центральної Америки з боротьби 1990 | Куба   | вільна боротьба, до 62 кг | Золото |

### Виступи на Центральноамериканських і Карибських іграх
| Змагання                                     | Збірна | Вагова категорія          | Місце  |
| -------------------------------------------- | ------ | ------------------------- | ------ |
| Центральноамериканські і Карибські ігри 1990 | Куба   | вільна боротьба, до 62 кг | Золото |

### Виступи на інших змаганнях
| Змагання                                  | Збірна | Вагова категорія          | Місце  |
| ----------------------------------------- | ------ | ------------------------- | ------ |
| Гран-прі Німеччини з боротьби 1989        | Куба   | вільна боротьба, до 62 кг | 6      |
| Великі майстри олімпійської боротьби 1990 | Куба   | вільна боротьба, до 62 кг | Срібло |

### Виступи на змаганнях молодших вікових груп
| Змагання                                      | Збірна | Вагова категорія          | Місце  |
| --------------------------------------------- | ------ | ------------------------- | ------ |
| Чемпіонат світу з боротьби серед юніорів 1986 | Куба   | вільна боротьба, до 60 кг | 7      |
| Чемпіонат світу з боротьби серед молоді 1987  | Куба   | вільна боротьба, до 57 кг | Золото |